# Tenis na Letních olympijských hrách 1968
Tenis na Letních olympijských hrách 1968 v Mexico City se objevil poprvé od roku 1924, ovšem pouze v roli ukázkového sportu a exhibice, mimo oficiální program her.

## Ukázkový turnaj a exhibice
Turnaj měl na programu po pěti soutěžích ve dvou oddělených turnajích. První z nich byl hrán mezi 14.–20. říjnem 1968 jako turnaj ukázkového sportu. Dějištěm se stal tenisový oddíl Guadalajara Country Club ve středomexické Guadalajaře. V období od 28. října do 1. listopadu 1968 na něj navázala exhibice v areálu Rafael Osuna Stadium, ležícím ve městě Chapultepec. Dohrána tak byla až po oficiálním ukončení mexické olympiády. Obě události probíhaly na otevřených antukových dvorcích. 
Hrály se mužská dvouhra a čtyřhra, ženská dvouhra a čtyřhra, stejně jako smíšená čtyřhra. V ukázkové události se poražení semifinalisté střetli v zápasech o konečnou třetí příčku, naopak v exhibici byla třetí místa udělena oběma poraženým semifinalistům. Tenisový sport se na olympijských hrách představil na sklonku sezóny, v níž došlo k otevření světového tenisu i profesionálům a řada turnajů, včetně Grand Slamu, změnila svůj uzavřený charakter pouze pro amatéry. Ve formě ukázkového sportu pak na další účinkování čekal až do roku 1984 na Letní olympiádě v Los Angeles. V té době měl však již tři roky jistotu návratu do rodiny olympijských sportů, počínaje Soulskými hrami 1988.
Do mexického ukázkového turnaje nastoupilo čtyřicet pět tenistů z patnácti zemí, z toho třicet dva mužů a třináct žen. Mužskou singlovou soutěž vyhrál hlavní favorit a nejvýše nasazený Španěl Manuel Santana, držitel čtyř grandslamů, když jediné dva sety mu v celém turnaji odebral až finalista Manuel Orantes. Santana získal titul po pětisetovém dramatu 2–6, 6–3, 3–6, 6–3 a 6–4. Ženskou dvouhru vyhrála turnajová dvojka Helga Niessenová z Německé spolkové republiky po výhře nad americkou první nasazenou Jane Bartkowiczovou poměrem 6–3 a 6–4.
Bartkowiczová pak ovládla navazující exhibiční turnaj, když ve finále zdolala krajanku Julii Heldmanovou ve dvou sadách. V mužské exhibici zvítězila mexická turnajová dvojka Rafael Osuna. Po volném losu v prvních třech kolech Mexičan nastoupil k premiérovému střetnutí až v semifinále, kde na jeho raketě skončil Ital Nicola Pietrangeli. V závěrečném zápasu si poradil se západoněmeckým tenistou Ingem Budingem po setech 6–3, 3–6 a 6–3.

## Přehled medailí

### Ukázkový turnaj
| Soutěž          | Zlato                                                                | Stříbro                                                                          | Bronz                                                                     |
| Mužská dvouhra  | Manuel Santana · Španělsko (ESP)                                     | Manuel Orantes · Španělsko (ESP)                                                 | Herb Fitzgibbon · Spojené státy americké (USA)                            |
| Ženská dvouhra  | Helga Niessenová · Západní Německo (FRG)                             | Jane Bartkowiczová · Spojené státy americké (USA)                                | Julie Heldmanová · Spojené státy americké (USA)                           |
| Mužská čtyřhra  | Rafael Osuna · Vicente Zarazúa · Mexiko (MEX)                        | Juan Gisbert · Manuel Santana · Španělsko (ESP)                                  | Pierre Darmon · Francie (FRA) · Joaquin Loyo-Mayo · Mexiko (MEX)          |
| Ženská čtyřhra  | Edda Budingová · Helga Niessenová · Západní Německo (FRG)            | Rosie Reyesová · Francie (FRA) · Julie Heldmanová · Spojené státy americké (USA) | Jane Bartkowiczová · Valerie Ziegenfussová · Spojené státy americké (USA) |
| Smíšená čtyřhra | Herbert Fitzgibbon · Julie Heldmanová · Spojené státy americké (USA) | Jürgen Faßbender · Helga Niessenová · Západní Německo (FRG)                      | James Osbourne · Jane Bartkowiczová · Spojené státy americké (USA)        |

### Exhibiční turnaj
| Soutěž          | Zlato                                                                            | Stříbro                                                                                 | Bronz                                                                         |
| Mužská dvouhra  | Rafael Osuna · Mexiko (MEX)                                                      | Ingo Buding · Západní Německo (FRG)                                                     | Vladimir Korotkov · Sovětský svaz (URS)                                       |
| Mužská dvouhra  | Rafael Osuna · Mexiko (MEX)                                                      | Ingo Buding · Západní Německo (FRG)                                                     | Nicola Pietrangeli · Itálie (ITA)                                             |
| Ženská dvouhra  | Jane Bartkowiczová · Spojené státy americké (USA)                                | Julie Heldmanová · Spojené státy americké (USA)                                         | María Eugenia Guzmanová · Ekvádor (ECU)                                       |
| Ženská dvouhra  | Jane Bartkowiczová · Spojené státy americké (USA)                                | Julie Heldmanová · Spojené státy americké (USA)                                         | Suzana Petersenová · Brazílie (BRA)                                           |
| Mužská čtyřhra  | Rafael Osuna · Vicente Zarazúa · Mexiko (MEX)                                    | Pierre Darmon · Francie (FRA) · Joaquin Loyo-Mayo · Mexiko (MEX)                        | Francisco Guzman · Ekvádor (ECU) · Tejmuraz Kakulija · Sovětský svaz (URS)    |
| Mužská čtyřhra  | Rafael Osuna · Vicente Zarazúa · Mexiko (MEX)                                    | Pierre Darmon · Francie (FRA) · Joaquin Loyo-Mayo · Mexiko (MEX)                        | Vladimir Korotkov · Anatolij Volkov · Sovětský svaz (URS)                     |
| Ženská čtyřhra  | Rosa Darmonová · Francie (FRA) · Julie Heldmanová · Spojené státy americké (USA) | Jane Bartkowiczová · Valerie Ziegenfussová · Spojené státy americké (USA)               | María Eugenia Guzmanová · Ekvádor (ECU) · Suzana Petersenová · Brazílie (BRA) |
| Ženská čtyřhra  | Rosa Darmonová · Francie (FRA) · Julie Heldmanová · Spojené státy americké (USA) | Jane Bartkowiczová · Valerie Ziegenfussová · Spojené státy americké (USA)               | Cecilia Rosadová · Mexiko (MEX) · Zajga Jansoneová · Sovětský svaz (URS)      |
| Smíšená čtyřhra | Vladimir Korotkov · Zajga Jansoneová · Sovětský svaz (URS)                       | Ingo Buding · Západní Německo (FRG) · Jane Bartkowiczová · Spojené státy americké (USA) | Pierre Darmon · Rosa Darmonová · Francie (FRA)                                |
| Smíšená čtyřhra | Vladimir Korotkov · Zajga Jansoneová · Sovětský svaz (URS)                       | Ingo Buding · Západní Německo (FRG) · Jane Bartkowiczová · Spojené státy americké (USA) | Tejmuraz Kakulija · Sovětský svaz (URS) · Suzana Petersenová · Brazílie (BRA) |